# 船底座OB1

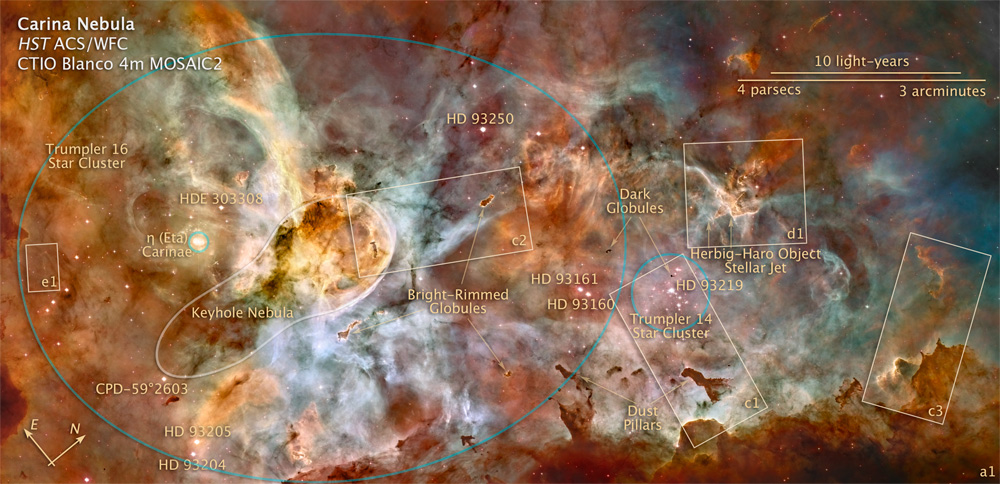
有標籤的船底座OB1星圖。

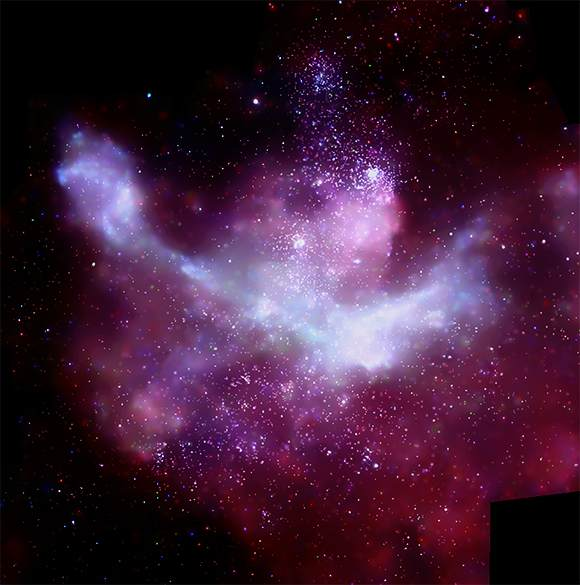
錢卓拉的船底座OB1影像。

船底座OB1是在船底座星雲內的一個巨大OB星協，這是銀河系中一些最巨大和最明亮恆星的家。它包括一些年輕的星團科林德228、NGC 3293、NGC 3324、IC 2581、川普勒14、川普勒15和川普勒16，以及海山二（船底座η）；它也包括另一顆大質量和明亮的恆星HD 93129A。它與地球的距離大約是8,000光年（2,500秒差距）。
它是已知最大的星協之一，其它的還有人馬座OB5和天鵝座OB2。因為船底座OB1相對於其他的地區塵埃較少，所以消光也較少。若與船底座OB2結合在一起，它們將會是銀河系中已知規模最大的星協。
船底座OB1的跨距大約70光年（21秒差距），因為位於一個活躍的發射星雲中，是銀河系中最大的星協。它包含許多具有共同特徵的高溫、高光度的恆星。